# Liste der Biografien/Ra
Liste der Biografien |
Portal Biografien |
Personensuche
# |
A |
B |
C |
D |
E |
F |
G |
H |
I |
J |
K |
L |
M |
N |
O |
P |
Q |
R |
S |
T |
U |
V |
W |
X |
Y |
Z |
?
 
Ra |
Rb |
Rd |
Re |
Rh |
Ri |
Rj |
Rk |
Rl |
Rm |
Rn |
Ro |
Rr |
Rs |
Rt |
Ru |
Rv |
Rw |
Rx |
Ry |
Rz
 
Raa |
Rab |
Rac |
Rad |
Rae–Rah |
Rai |
Raj |
Rak |
Ral |
Ram |
Ran |
Rao |
Rap |
Raq |
Rar |
Ras |
Rat |
Rau |
Rav |
Raw |
Rax |
Ray |
Raz
Die Liste der Biografien führt alle Personen auf, die in der deutschsprachigen Wikipedia einen Artikel haben. Dieses ist eine Teilliste mit 6 Einträgen von Personen, deren Namen mit den Buchstaben „Ra“ beginnt.

## Ra
- Ra Lotsawa Dorje Drag (* 1016), Übersetzer (Lotsawa)
- Ra, Avreeayl (* 1947), US-amerikanischer Jazzmusiker (Schlagzeug, Perkussion, Bambusflöte)
- Ra, Heeduk (* 1966), südkoreanische Schriftstellerin
- Ra, Kyo (* 2001), britische Schauspielerin
- Ra, Kyung-min (* 1976), südkoreanische Badmintonspielerin
- Ra, Mi-ran (* 1975), südkoreanische Schauspielerin